# アエロサン
アエロサン (аэросани aerosani アーエラサーニ) は、プロペラで推進してスキーで滑走するスノーモービルである。
ロシア語で、アエロ (аэро‐ aero‐) は空気あるいは航空の意味、サニ (сани sani) は橇（そり）の意味である。厳密には、単数形がアエロサン (аэросан aerosan)、複数形がアエロサニ (аэросани aerosani) だが、橇やアエロサンは複数本のスキーを備えるため1台でも複数形が使われるので、単数形のアエロサンは実際には使われることのない語形である。
ホビー目的以外にも、連絡、郵便、救急、救難、国境警備にロシアで用いられている。軍用のアエロサンも製造され、冬戦争と第二次世界大戦ではソ連地上軍により使用された。

## ロシア・ソ連での歴史
最初のアエロサンは、セルゲイ・ネジダーノフスキー（Сергей Сергеевич Неждановский）によって1903年から1905年にかけて作られた。
イーゴリ・シコールスキイは、航空機開発に先立って1909年から翌年にかけて自作のアエロサンをテストしているが、これは合板製の軽量な車体に、旧式のエンジンとプロペラを取り付けていた。
1910年代には第一次世界大戦により、アエロサンが北方における連絡、偵察、小規模な戦力での強襲に有益であることが明らかとなった。戦間期にはANT-IからANT-Vの一連のANT（AHT）シリーズを、1920年代から30年代にかけてアンドレーイ・トゥーポレフが開発している。

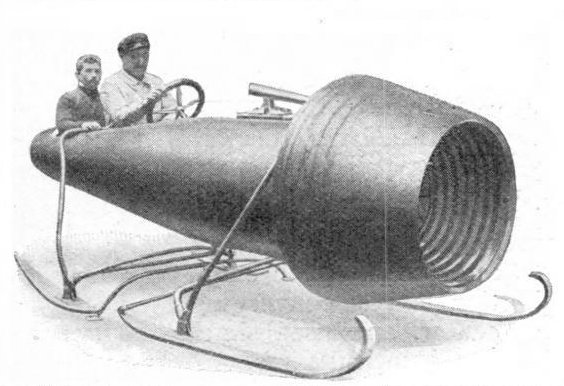
アンリ・コアンダが開発したスノーモービル。プロペラで推進し、アエロサンに近い。キリル・ウラジーミロヴィチが搭乗している。
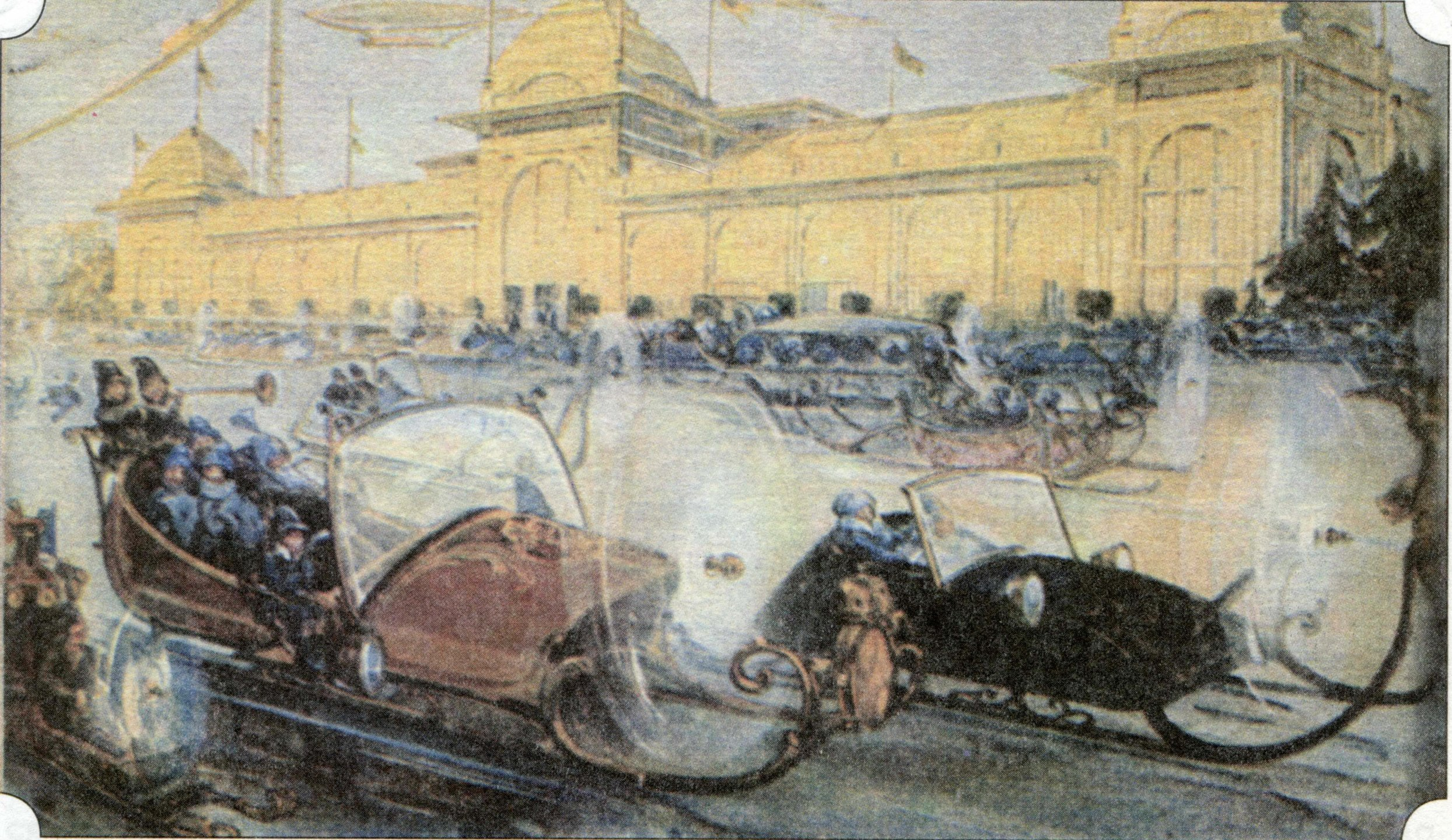
1914年に描かれた、23世紀モスクワの想像画。
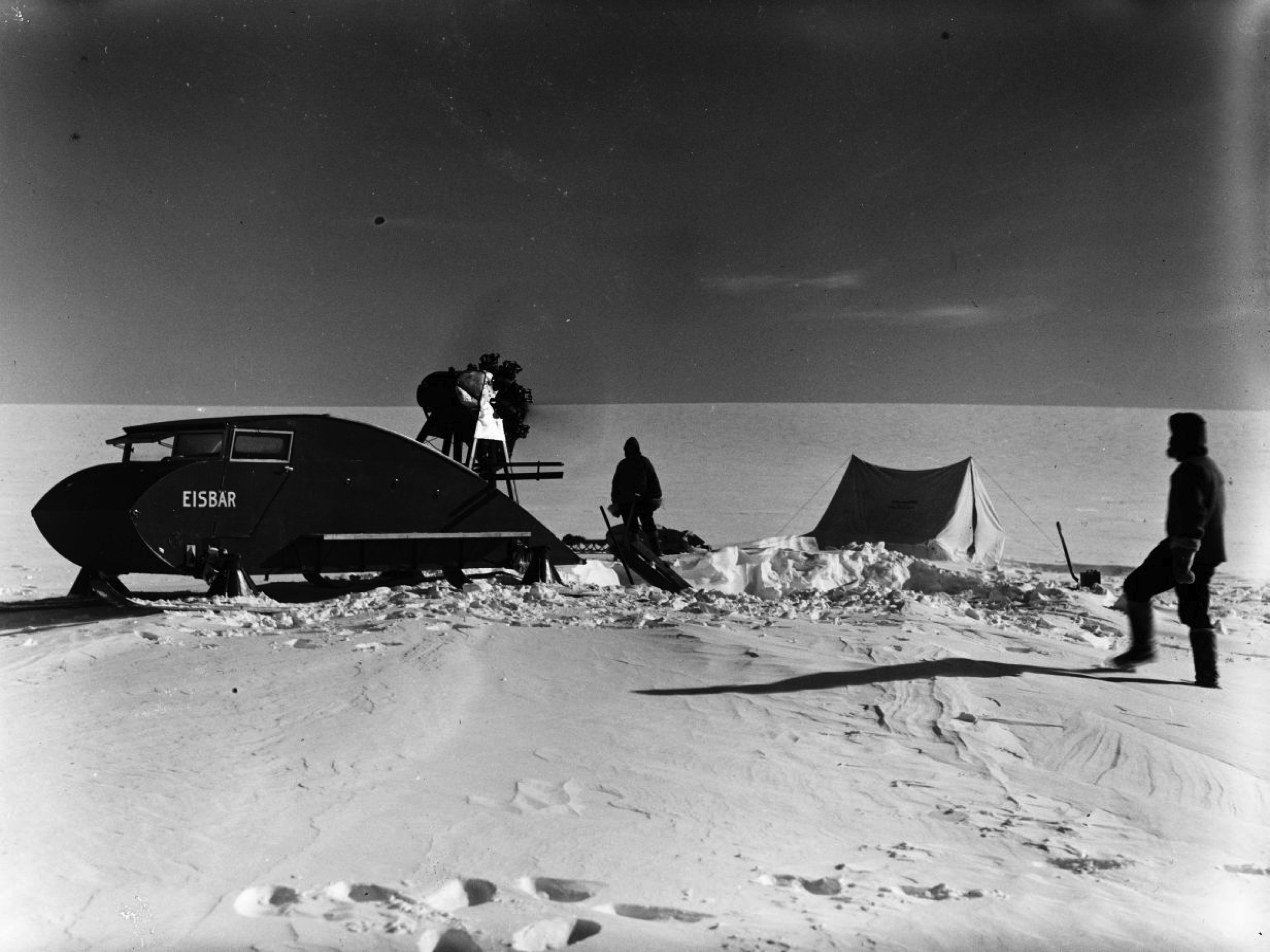
1930年、グリーンランドで越冬中のアルフレート・ヴェーゲナーとアエロサンEisbär。

冬戦争では、車体の屋根にリングマウントを設けて機銃を搭載したものも現れている。KM-5（КМ-5）とOSGA-6（ОСГА-6）、後のNKL-6（НКЛ-6）が冬戦争で用いられたが、OSGA-6は4人から5人を乗せ、さらにスキーを装備した4人を牽引できた。
第二次世界大戦では、1941年から翌年にはNKL-16が活躍した。その高い雪上機動力が、とりわけ深い積雪の上で発揮される時速25–35kmという速力は、他の車両では得られなかった。運用実績が反映され装甲車両総局（GABTU：Главное автобронетанковое управление МО РФ、Glavnoye Avtobronetankovoye Upravleniye MO RF）に対して、正面で10mmの鋼板からなる軽装甲を有する装甲戦闘車両版NKL-26の開発が命じられた。1個大隊を輸送型（NKL-16）30両2個中隊、装甲型（NKL-26）15両1個中隊で構成し、必要に応じてスキー装備の歩兵を随伴させる計画であった。歩兵は牽引或いは搭乗により移動し、アエロサンからの重機関銃の援護の下で作戦を遂行する計画であった。迫撃砲などの爆発によりたやすく損傷するため、アエロサンが機甲戦力として用いられることは無かった。さらに、装甲を持たず2人乗りとした小型のアエロサンRF-8も開発された。
アエロサンは主に輸送、連絡、救難に用いられたが、エンジンの出力不足により登坂性能が貧弱であり曲がりくねった林道での操縦性に問題があったため、運用はもっぱら平原と凍結した湖沼・河川で行われた。

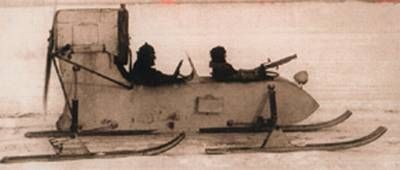
2人乗りアエロサン、RF-8。
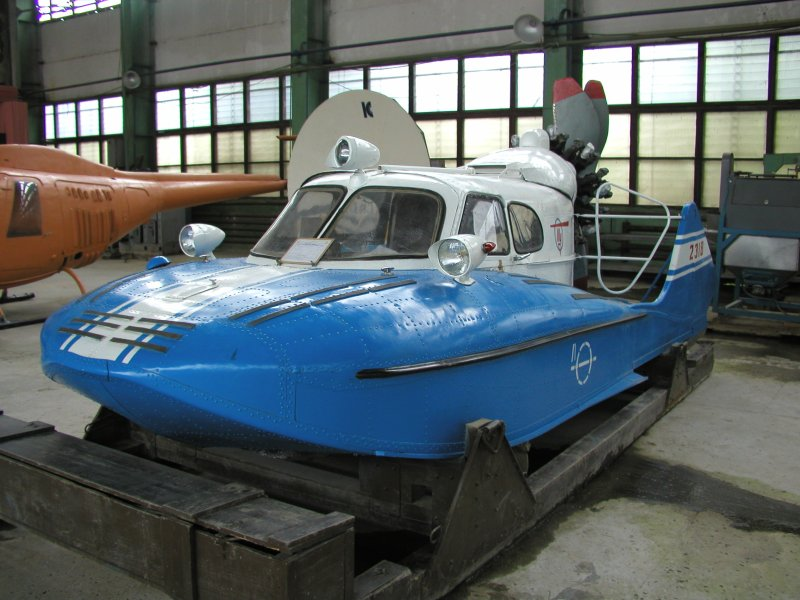
ツポレフ A-3
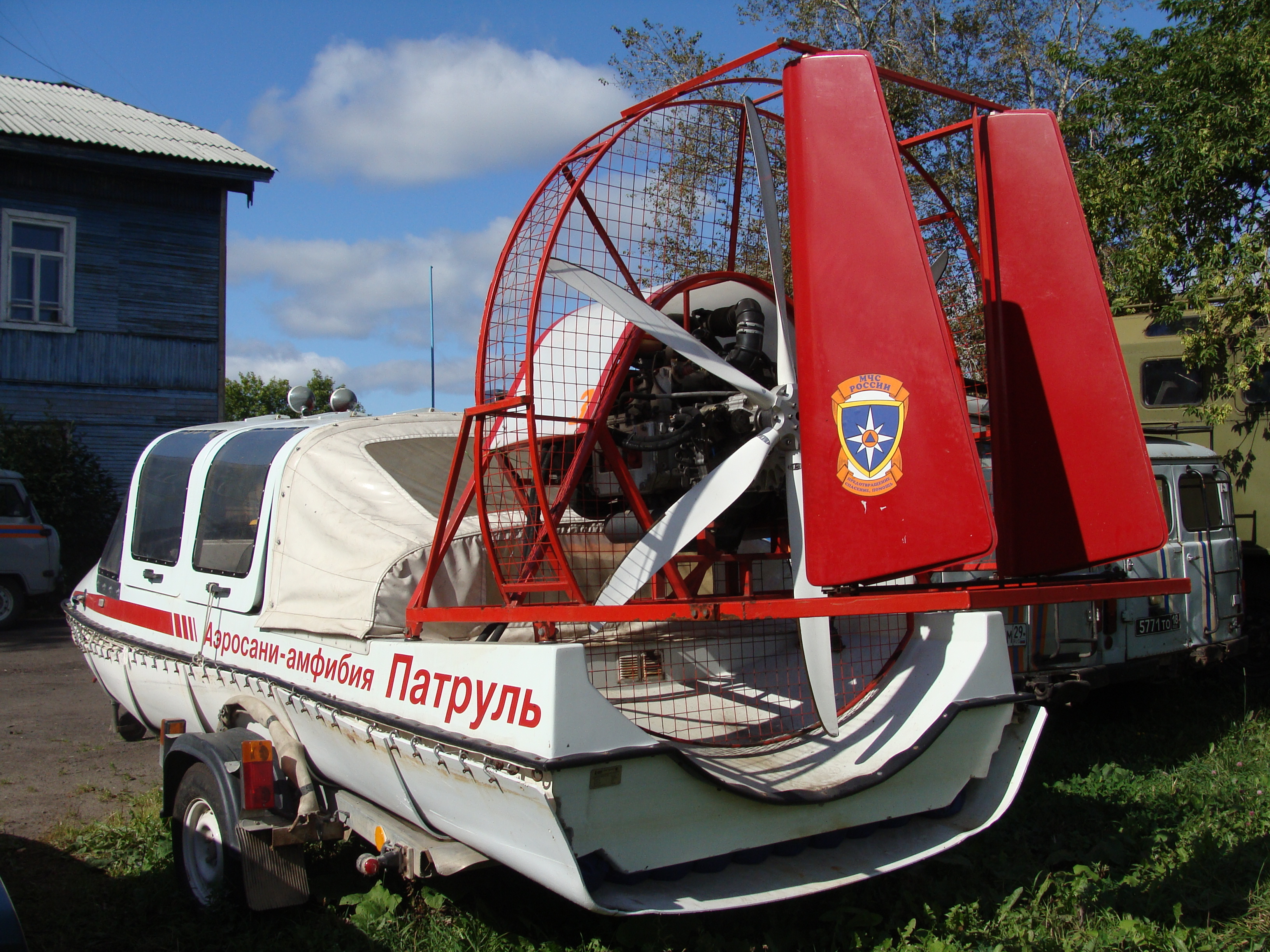
ロシア民間防衛問題・非常事態・自然災害復旧省の水陸両用型アエロサン

第二次世界大戦後、カモフ設計局によってセーヴェル-2（Север-2、Sever-2）およびKa-30（Ка-30）の2機種が開発された。1959年に開発されたセーヴェル-2は100台ほどが製造され、1962年には大型化したKa-30が開発された。Ka-30は8人から10人の乗客を乗せられ、郵便輸送や定期便として用いられた。アエロサンは、カザフスタン、シベリア等で長距離の救急搬送にも用いられている。降雪、−40度に達する気温、凍結といった環境下で能力を発揮し、年間の移動距離は1万2,000から1万5,000kmに及んだ。1980年代には運用が終了したと考えられている。
アエロサンは夏季にはフロートを装備して滑走艇以外の通常の船舶が航行しない浅瀬で用いられたり、車輪を装備して自動車として運用されている。
水陸両用型アエロサンも開発されており、こちらは夏季には小型艇（エアボート）として用いられ、水面が凍結するとアエロサンとして運用される。この種のアエロサンとしては、ツポレフのA-3やAS-2（АС-2）等が知られている。

## ロシア・ソ連以外での開発
アエロサンのコンセプトは、ロシアに限られていない。
例えばアメリカ合衆国ではクリスティー・スノーキャットの一形態としてスノープレーンがある
1942年にはチェコスロバキアでタトラV885が試作されたが、実用化には至らなかった。

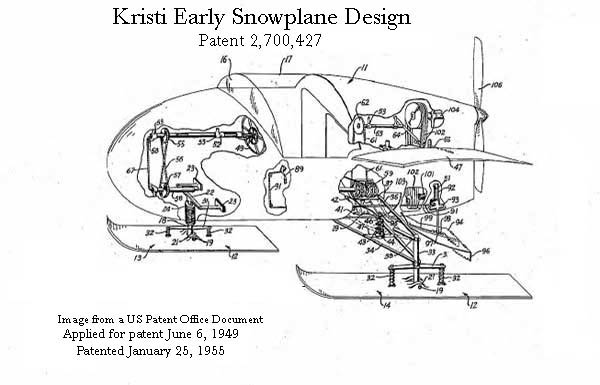
クリスティー・スノープレーンのコンセプト
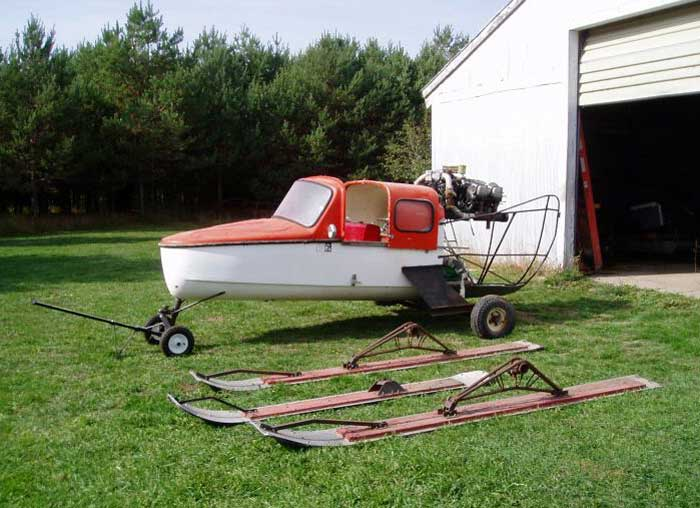
1963年のポラリス・スノープレーン
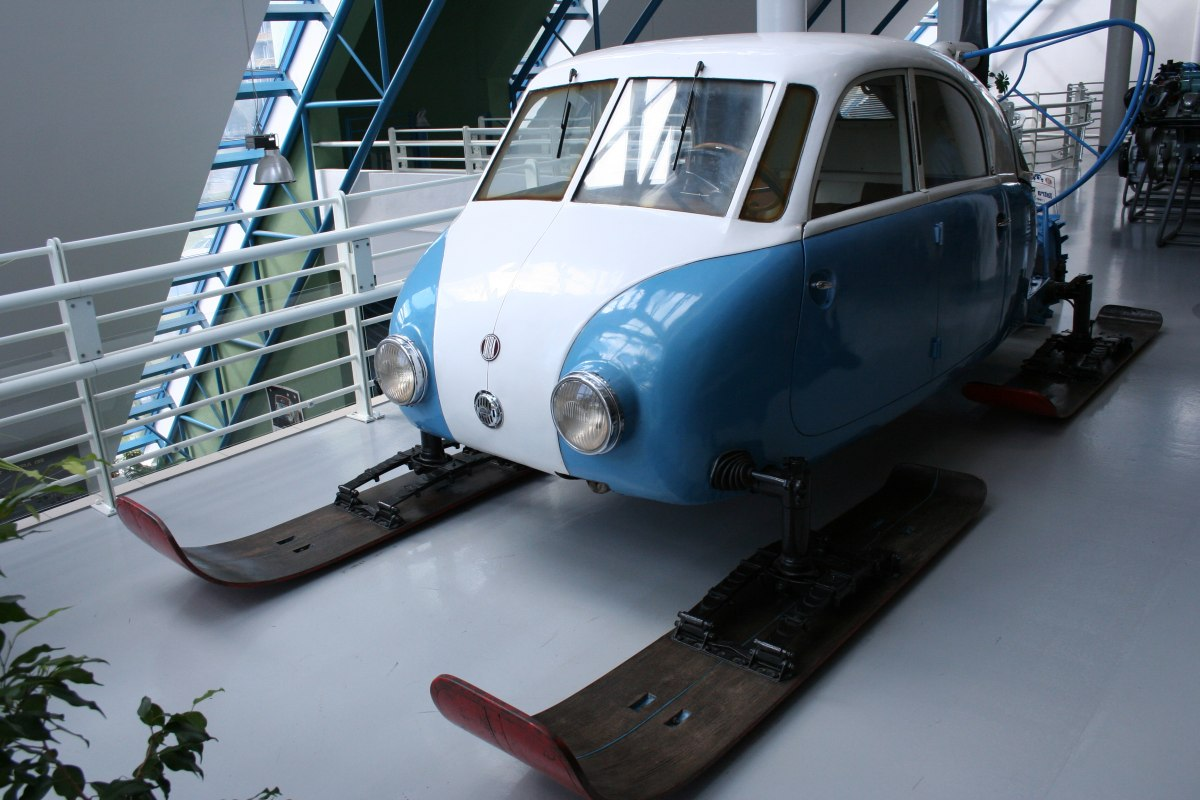
タトラV885のレプリカ
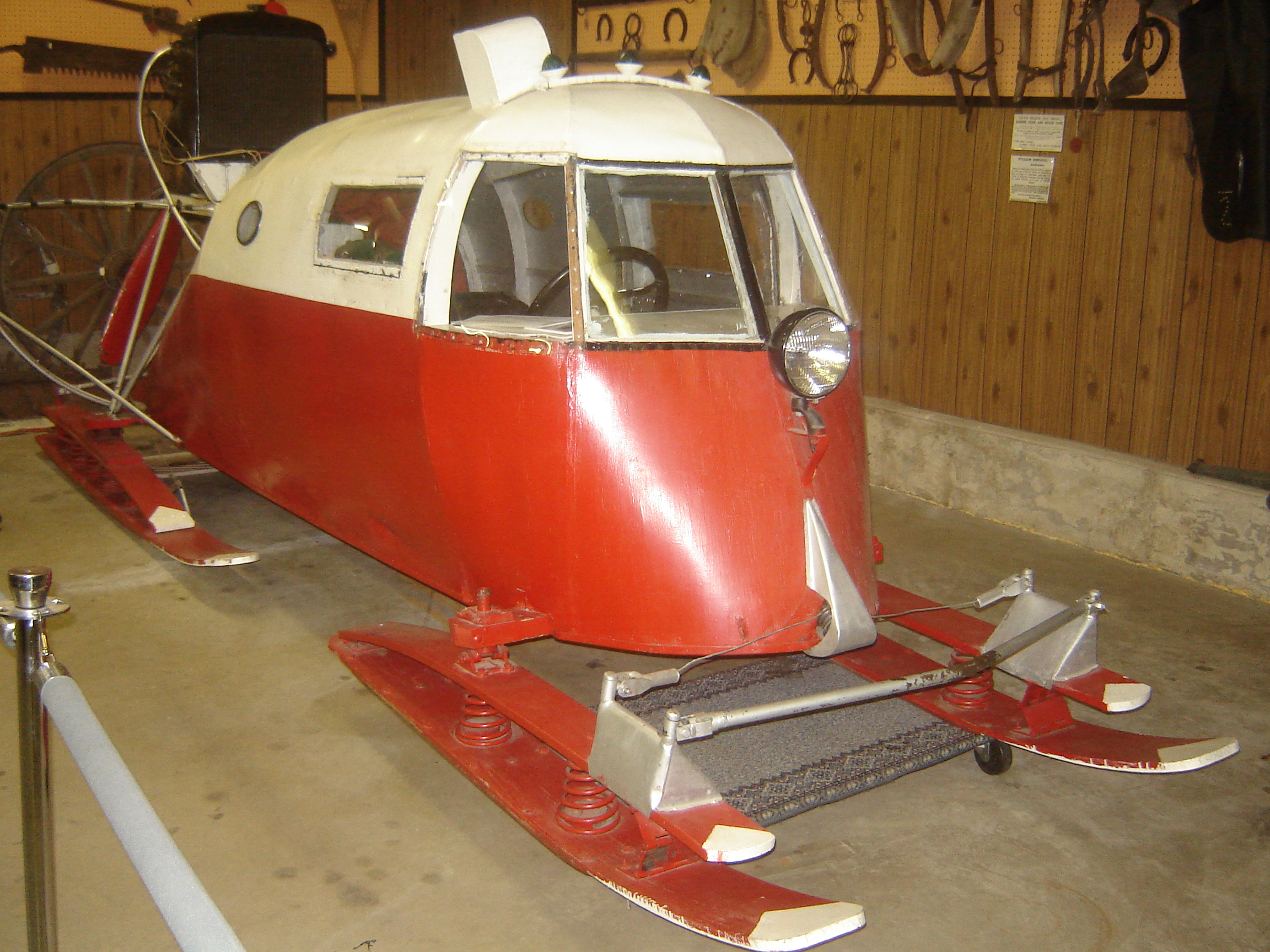
カナダで用いられていたアエロサン